# Rodilhan
Rodilhan ist eine französische Gemeinde mit 2810 Einwohnern (Stand 1. Januar 2022) im Département Gard in der Region Okzitanien.

## Geografie
Rodilhan liegt sechs Kilometer südöstlich der Stadt Nîmes. Der Ortskern liegt unmittelbar südlich der D999 von Nîmes nach Beaucaire. Die Nachbargemeinden von Rodilhan sind Marguerittes im Norden, Manduel im Osten, Bouillargues im Süden und Nîmes im Westen. Das Gemeindegebiet wird vom Vistre sowie vom Buffalon durchflossen.
In Rodilhan herrscht ein vom Mittelmeer bestimmtes Seeklima mit warmem Sommer vor.

## Geschichte

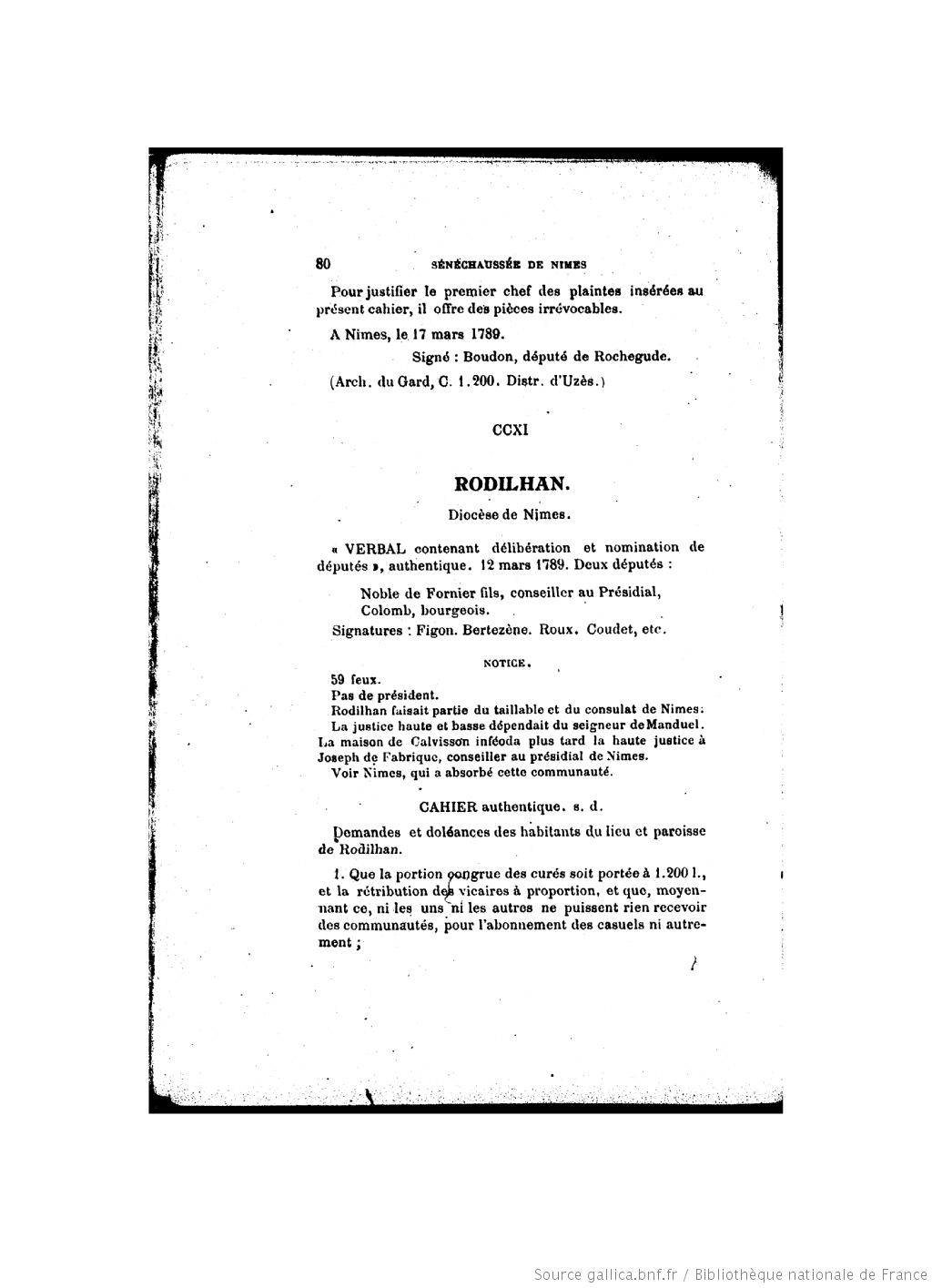
Cahiers de doléance, erste Seite

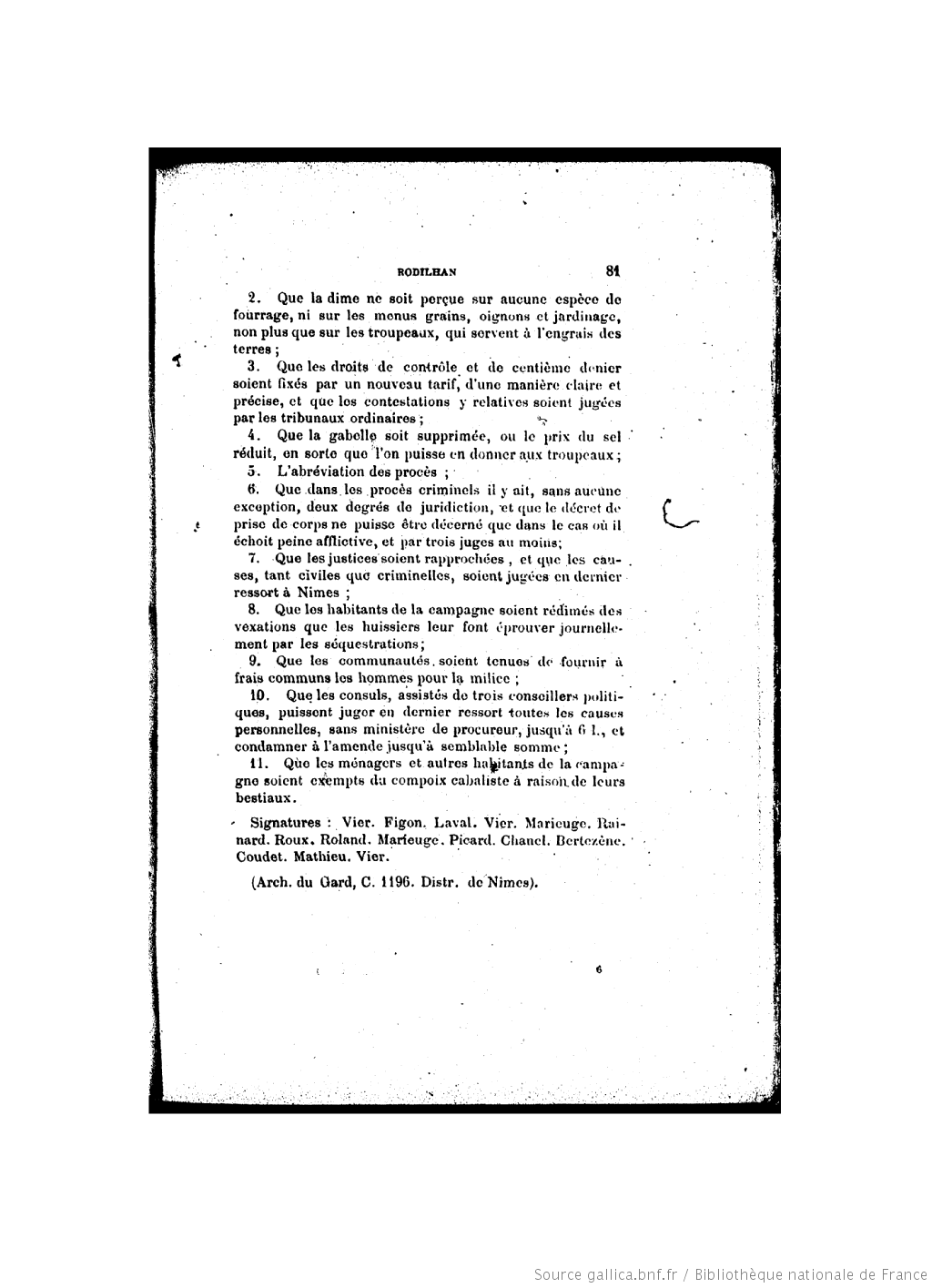
Zweite Seite

### Altertum
In den Jahren 2000 und 2003 wurden bei Straßenbauarbeiten Überreste aus dem Altertum gefunden worden. Die ersten Menschen siedelten sich in der Mittelsteinzeit nahe dem Weiler Moulin d’hôpital an. Das Gebiet war aufgrund des nahegelegenen Baches Buffalon und den Feuersteinvorkommen gut zur Besiedlung geeignet. Vermutlich wurde das Land zwischen 8500 und 8000 vor Christus zunächst von Nomadenvölkern durchzogen, die mehrmals dorthin zurückkehrten. In der Jungsteinzeit kam es zur dauerhaften Besiedlung. Die Menschen lebten in einem Dorf von rund 250 Quadratmetern Größe, das von einem Graben umgeben war. Es wurde wahrscheinlich von den Römern zerstört. Die Eisenzeit markierte den Beginn der Landwirtschaft in der Siedlung. Die Römer bauten in unmittelbarer Nähe die bedeutende Straße Via Domitia. Aus dieser Zeit wurde eine weitere Straße entdeckt, die bis ins frühe Mittelalter verwendet worden war. Spuren von Wagen deuten auf eine hohe Nutzung der Straße hin. Ein Grabmal an der Straße, das möglicherweise Teil einer Nekropole war, lässt vermuten, dass es sich bei der Straße um den Zufahrtsweg zum Grab handelte. Aus der späteren Phase der römischen Besatzung, die um 120 vor Christus begann, fand man eine Ansammlung von Häusern mit zahlreichen darin enthaltenen Fundstücken. Diese befand sich etwa an der Stelle des heutigen Ortes.

### Mittelalter und frühe Neuzeit
Vor der Herausbildung des heutigen Ortes war ein Dorf namens Quart, das direkt am Vistre lag, die bedeutendste Ansiedlung im Gemeindegebiet. Er wurde im Jahr 921 als villa quarto erstmals erwähnt. Der Name leitet sich wahrscheinlich von der Lage am vierten Meilenstein der Via Domitia ab. In dem Ort befand sich eine Kirche mit dem Namen Saint-Martin (Sankt Martin). Quart wurde nach der Zerstörung durch die Hugenotten 1573 aufgegeben. Nur der Weiler Vicaresses ist erhalten geblieben. Auf der anderen Seite des Gemeindegebiets wurde 913 ein Hof durch einen Propst erworben, der diesen zu einem kleinen Kloster mit dem Namen Saint-Jean-Baptiste machte. An diesem Ort befindet sich heute eine Kapelle.
Der heutige Ort wurde im Jahr 1108 im Kopialbuch der Kathedrale von Nîmes erstmals erwähnt. Er erscheint unter den Namen Rodilanum, Rodelhanum und Rodilianum. Der Name geht zurück auf einen Besitzer des Ortes, dessen genauer Name jedoch unbekannt ist. Die Entwicklung des Ortes wurde durch die Nähe zum Bach Buffalon und zum Fluss Vistre sowie zur bedeutenden Römerstraße Via Domitia vermutlich begünstigt.
Durch seine Lage nahe der wichtigen Verkehrsachse von Nîmes nach Beaucaire wurde Rodilhan Schauplatz zahlreicher Konflikte und Kriege. Gegen Ende des 14. und gegen Mitte des 15. Jahrhunderts wurde der Ort jeweils von Banden heimgesucht. Im Verlauf der Hugenottenkriege wurde Rodilhan zweimal zerstört, zuerst 1573 durch die Hugenotten und 1575 erneut durch die Katholiken. Unter der Herrschaft von Alexandre de la Tour du Pin wurde der Ort in der Nacht vom 22. auf den 23. Februar 1704 von Kamisarden angegriffen. Sie zerstörten bis auf zwei Häuser alle Gebäude. Bei dem Angriff wurden zwei Kinder getötet.

### Französische Revolution
In der Zeit vor der Französischen Revolution war Rodilhan im Besitz des Herren von Manduel. Die Beschwerden der Bürger von Rodilhan wurden 1789 in den Cahiers de Doléances der Sénéchaussée von Nîmes aufgenommen. Darin waren insgesamt elf Beschwerdepunkte und Forderungen aufgelistet. Im April 1791 kam es in der gesamten Region zur Bildung einer katholischen Armee unter Führung des Bürgermeisters von Manduel, nachdem in Nîmes eine Petition katholischer Bürger herausgegeben worden war. Der Armee schloss sich der Pfarrer gemeinsam mit einigen Freiwilligen aus Rodilhan an. Mehrere Zivilisten wurden getötet.

### Entstehung der Gemeinde
Am 10. Dezember 1790 wurde Rodilhan gemeinsam mit Caissargues und Garons der Gemeinde Bouillargues zugeordnet. Die Bürger von Garons reichten 1832 eine Beschwerde gegen diesen Zustand ein und wurden 1835 zur unabhängigen Gemeinde. Caissargues folgte 1904. Über die Unabhängigkeit Rodilhans wurde ab 1889 von einer Kommission beraten. 1907 und 1936 wurden zunächst erfolglose Anträge an den Generalrat gestellt. 1961 wurde die Gemeinde schließlich durch den Erlass des Präfekten gebildet.

### Ausschreitungen 2011
Am 8. Oktober 2011 kam es wegen einer Aktion einer stierkampffeindlichen Gruppe zu gewaltsamen Ausschreitungen. Dabei stürmte die Gruppe mit dem Namen Sauvons les animaux (Lasst uns die Tiere retten) die Stierkampfarena. Mehrere Dutzend Personen waren daran beteiligt, den stattfindenden Stierkampf aufzuhalten. Dies führte dazu, dass sie gewaltsam vom Schauplatz weggeführt wurden. Dies geschah unter den Augen von Jean-Paul Fournier, Bürgermeister von Nîmes, der als Zuschauer im Publikum saß. Als politische Konsequenz der Aktion wurde diesem von Senator Roland Provinelli vorgeworfen, er habe nicht angemessen reagiert und nicht eingegriffen. Fournier wies die Vorwürfe als haltlos zurück. Er habe die Polizei verständigt und damit alles notwendige getan, bedauere aber, dass es zu Gewalt gekommen sei.

### Bevölkerungsentwicklung
| Jahr      | 1962 | 1968 | 1975 | 1982 | 1990 | 1999 | 2009 | 2017 |
| --------- | ---- | ---- | ---- | ---- | ---- | ---- | ---- | ---- |
| Einwohner | 364  | 1019 | 1731 | 1784 | 2411 | 2493 | 2552 | 2878 |

## Kultur und Sehenswürdigkeiten

### Domaine de Donadille
Die Domaine de Donadille ist ein Weingut bei Rodilhan, wo Qualitätswein mit Unterstützung von Schülern des Lycée Agricole Marie Durand in Rodilhan produziert werden. Bei der Schule handelt es sich um ein landwirtschaftlich orientiertes Gymnasium. Es gehört zum Weinbaugebiet Costières.

### Partnergemeinden
Seit 1971 besteht eine Gemeindepartnerschaft zwischen Rodilhan und der italienischen Gemeinde Canale im Piemont. 2008 wurde die Partnerschaftsvereinbarung erneuert. Eine Partnerschaft mit der nordwestrumänischen Gemeinde Șuncuiuș wurde durch den Besuch einer französischen Delegation in Rumänien im Juni 2010 ermöglicht. Am 3. Juli wurde der Vertrag unterzeichnet und die Partnerschaft damit offiziell.

### Sport
Mit dem FC Rodilhan existiert seit 1981 ein Fußballklub in der Gemeinde. Der Verein spielt in unteren Ligen.